# Titus (obrněné vozidlo)
Titus (psáno též TITUS – Tactical Infantry Transport and Utility System) je obrněné kolové vozidlo se znakem náprav 6×6, které vyvinula francouzská společnost Nexter Systems s využitím podvozku české automobilky Tatra Trucks. Vozidlo má široký rozsah použití, především pak jako obrněný transportér nebo hlídkové vozidlo.

## Vývoj

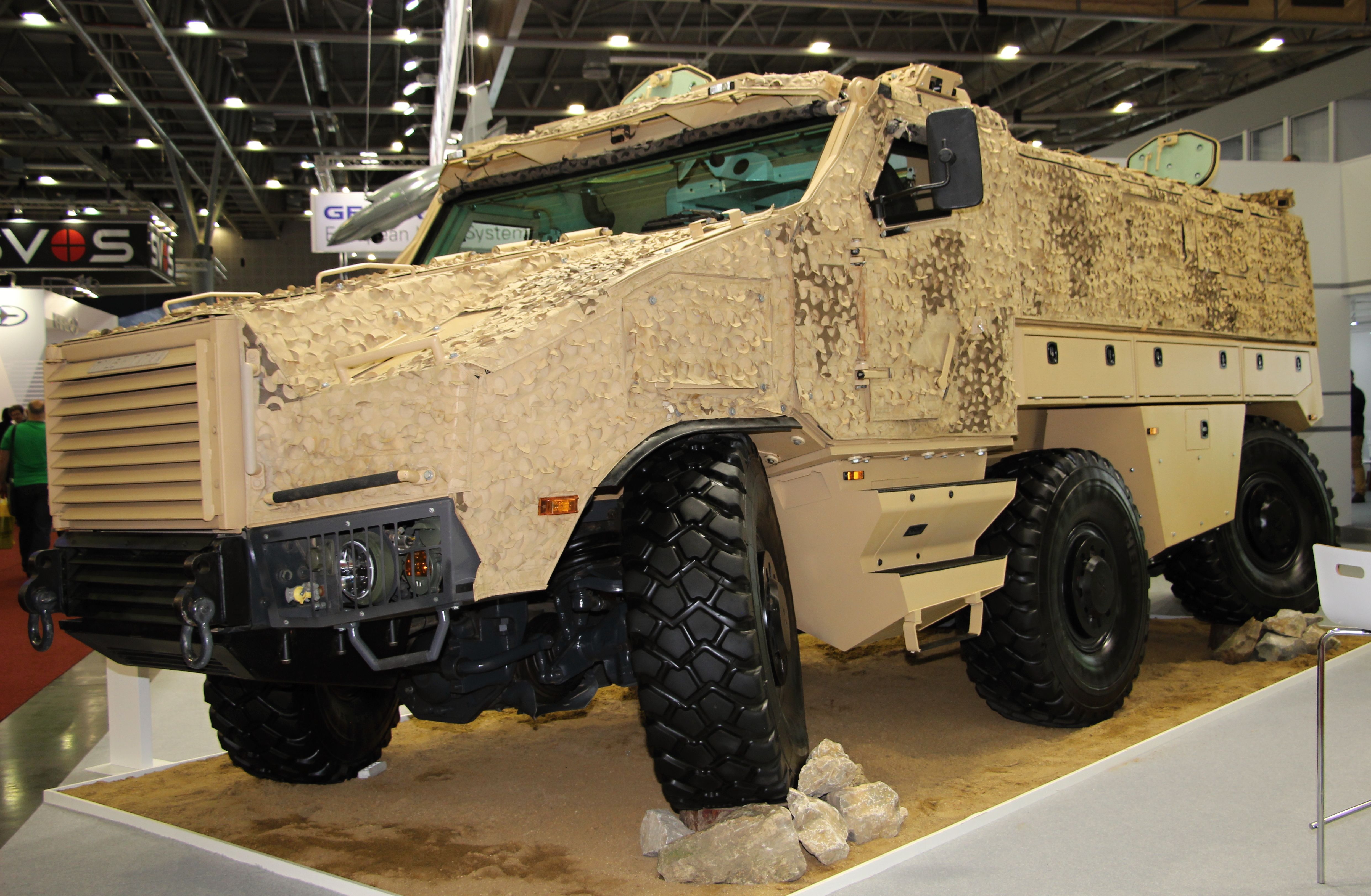
TITUS na výstavě IDET 2017

Prototyp vozidla Titus byl poprvé veřejně představen v roce 2013 na výstavě DSEI v Londýně. Výkonný ředitel Nexter Systems Philippe Burtin při této příležitosti oznámil, že „rodina“ vozidel Titus zabrala společnosti dva roky interního vývoje a investic s cílem vytvořit cenově efektivní kolové obrněné vozidlo. Jeho konstrukce byla ovlivněna zkušenostmi s operačním nasazením vozidel MRAP (Mine-Resistant Ambush Protected) v Iráku a Afghánistánu, jejichž nevýhodou byla omezená pohyblivost mimo komunikace.
Společnost Nexter Systems se proto při návrhu nového vozidla, které v jejím portfoliu zaplňuje mezeru mezi vozidly Aravis 4×4 a VBCI 8×8, rozhodla využít podvozek 6×6 typové řady Tatra 815-7, vyznačující se výbornými terénními vlastnostmi. Prototyp byl poháněn vznětovým motorem Cummins o výkonu 324 kW, který doplňovala plně automatická šestistupňová převodovka Allison. Výzbroj představovala dálkově ovládaná zbraňová stanice Nexter ARX20 s 20mm kanonem, 7,62mm kulometem a vrhačem granátů Galix.
Zástupci firem Tatra Trucks a Nexter Systems uzavřeli na výstavě IDEX v Abú Zabí dohodu o spolupráci, podle níž bude Tatra zodpovědná za přípravu nabídek a integraci vozidel Titus pro českou a slovenskou armádu. Společnost Tatra představila vozidlo v roce 2015 a vyrobila několik prototypů, které zkoušela v Česku, v Albánii, ve Spojených arabských emirátech, ve Francii nebo na Blízkém východě. Vozidlo získalo v roce 2015 cenu Zlatý IDET.
Vozidlo se vyrábí v Česku pro zákazníky Tatry a ve Francii pro zákazníky Nexteru.

## Takticko-technické parametry
Titus měří na délku 7,72 m a na šířku 2,55 m, výška činí 2,73 m a světlá výška je nastavitelná v rozmezí 0,29 až 0,49 m. Hmotnost dosahuje nejméně 17 t, v bojové pohotovosti 23 t, maximálně pak 27 t. Motor o síle 500 koní má automatickou převodovku a vozidlo dosáhne rychlosti 110 km/h s dojezdem 700 km. Titus má vzduchové bubnové brzdy. Vozidlo zvládne vyjet sklon 60 procent, boční náklon 30 procent a projede vodou o hloubce 1,2 m.

### Podvozek
Na třínápravový podvozek byla použita klasická koncepce Tatra. Má centrální rouru s kyvnými polonápravami a vzduchovým odpružením. První a třetí náprava je řízená, díky čemuž má vozidlo dobrý průměr otáčení 13 m. Právě díky tomu se hodí i do městské zástavby. Rozvor mezi první a druhou a druhou a třetí nápravou je stejný.
Vozidlo má pohon všech kol. Na silnici jede vozidlo s pohonem 6x4, v terénu je možnost přepnout na 6x6. Nápravové i mezinápravové diferenciály jsou vybaveny uzávěrkami. Dvacetipalcové pneumatiky mají dojezdové vložky pro jízdu s defektem a systém centrálního dohušťování.

### Pancéřování a výzbroj

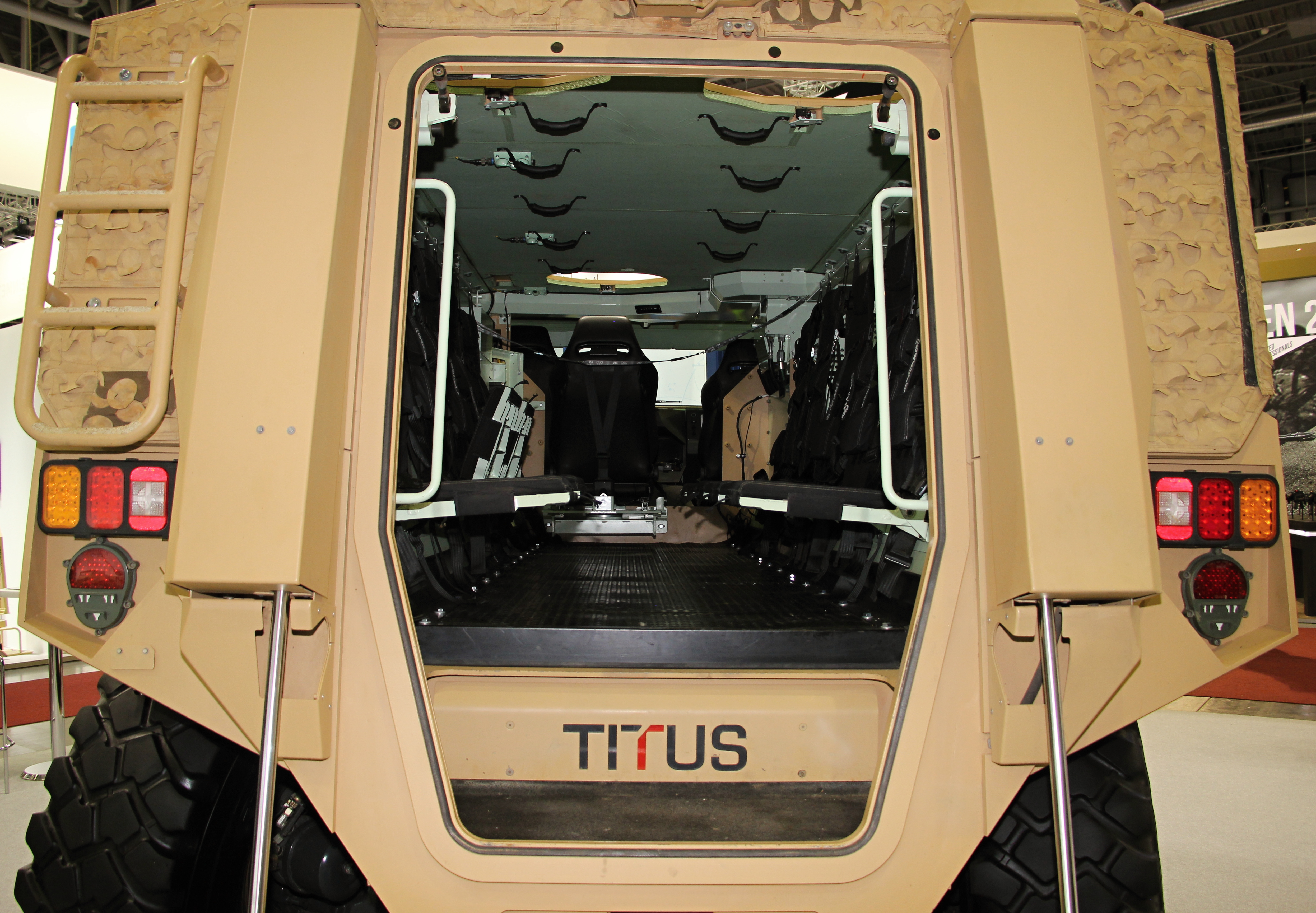
Zadní část a interiér vozidla Titus

Titus má důkladnou balistickou ochranu, měl by být schopen odolat náloži o síle 150 kg TNT. V závislosti na verzi dosahuje balistická odolnost úrovně 2, 3 nebo 4 dle normy STANAG 4569. Základní provedení protiminové ochrany je na úrovni 4a/3b, kterou je možné zvýšit na 4a/4b. Základní hlídková verze (odolnost úrovně 2) dosahuje hmotnosti kolem 19 t, zatímco obrněný transportér (odolnost úrovně 3) váží cca 22 t.
Vůz disponuje denním, nočním a periskopovým viděním, rušičkami, detektory střel a systémem Nexter Nerva LG Robot, který umožňuje jeho provoz bez posádky. Výzbroj může tvořit dálkově ovládaná zbraňová stanice se zbraní ráže 7,62 až 40 mm nad přední částí kabiny vlevo od podélné osy vozidla a až dva manuálně ovládané kulomety lafetované u průlezů v zadní části kabiny.

### Varianty
Vozidlo je navrženo pro přepravu 3+10 nebo 2+12 lidí, počítá se ale také s verzí samohybného 120mm minometu, velitelského stanoviště, ambulance, předsunutého průzkumu, robotického vozidla nebo servisního vozidla.

## Uživatelé

### Francie

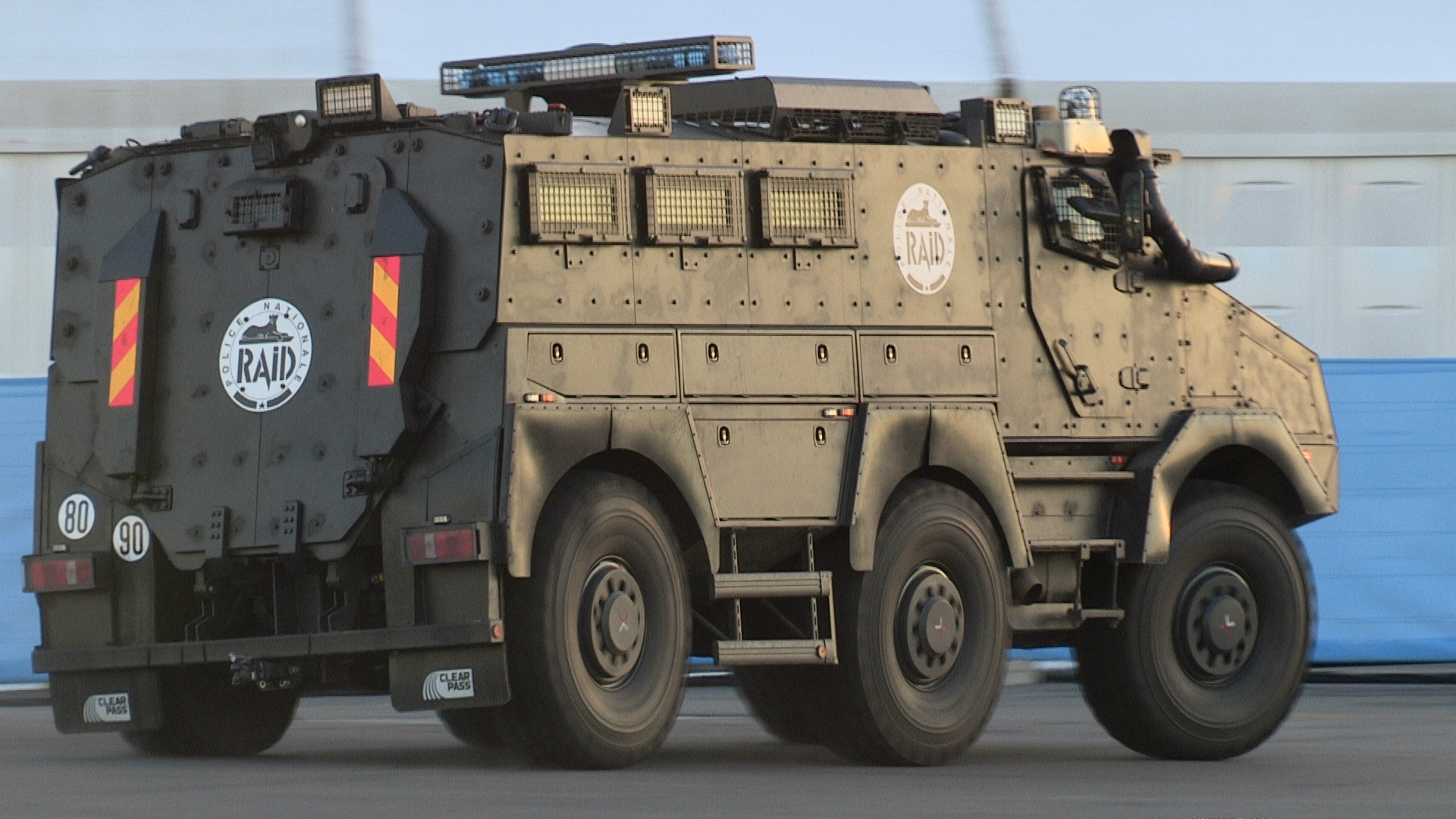
Titus zásahové jednotky RAID

Zásahová jednotka francouzské policie RAID zkoušela prototyp Titus v letech 2016–2018, za účelem zvýšení ochrany policistů při protiteroristických operacích, zejména proti střelbě z útočných pušek AK-47 nebo výbuchům nástražných zařízení. K nákupu vozidel však nedošlo.
Zásahová a pátrací brigáda (Brigade de recherche et d’intervention) testovala Titus v roce 2016, ale nakonec jej nekoupila kvůli jeho velkým rozměrům, které ztěžují pohyb po pařížských ulicích.

### Česká republika
V roce 2016 projevilo o Titus zájem české ministerstvo obrany, které plánovalo objednat až tři sta vozidel za až 20 miliard Kč, a to v několika vlnách mezi lety 2019 a 2023. V první fázi mělo jít o 62 kusů.
V červnu 2019 objednalo Ministerstvo obrany ČR u firmy Eldis 62 vozidel Titus, z toho 20 vozidel verze "místo koordinace palebné podpory" (MKPP), 36 vozidel verze "kolové obrněné vozidlo spojovací" (KOVS) a 6 verze "kolové obrněné vozidlo velitelsko-štábní" (KOVVŠ). Hodnota zakázky činila zhruba 6 miliard korun včetně DPH. Pancéřové nástavby na podvozek Tatra zprvu dodávala firma Nexter, po předání know-how se následně začaly vyrábět ve firmě Tatra Defence Vehicle. První Titus převzala AČR v květnu 2023. Do srpna 2023 armáda obdržela všechna vozidla verze MKPP, následovala verze KOVS a jako poslední byly během května a června 2024 předány vozy KOVVŠ. Verze MKPP byla zařazena do služby u 13. dělostřeleckého pluku. Vozidla KOVS a KOVVŠ byla přidělena spojovacím jednotkám 4. a 7. brigádního úkolového uskupení, kde nahradila staré rádiové provozovny R-5, R-6 a R7.